# Председатель Папской комиссии по делам государства-града Ватикана
Председатель Папской Комиссии по делам государства-града Ватикана — глава Папской Комиссии по делам государства-града Ватикана, законосовещательного органа Ватикана. Как старший член Римской курии, председатель Комиссии — обычно кардинал Римско-католической церкви. Он назначается на пятилетний срок папой римским. В 2025 году в первые в истории это поста председателем комиссии стала женщина — монахиня Раффаэлла Петрини.

## Функции
В дополнение к своей законодательной роли, председателю папой римским делегирована исполнительная власть для Ватикана, под названием Председатель губернаторства государства-града Ватикана. Это название отлично от бывшего названия губернатора Ватикана. Администрации и департаменты правительства Ватикана, включая корпус Папской Жандармерии, Ватиканскую обсерваторию, Ватиканские музеи, и департамент Папских Вилл (который управляет Кастель-Гандольфо) подчиняется губернаторству.

## Структура Папской комиссии
Структура Губернаторства состоит из:
- Юридическая служба;
- Служба персонала;
- Служба гражданских документов;
- Архив
- Служба бухгалтерского учёта;
- Служба филателии и нумизматики;
- Почтовая и телеграфная служба;
- Служба перевозок грузов;
- Департамент полиции;
- Служба туристической информации;
- Департамент музеев и галерей;
- Департамент экономических услуг;
- Департамент технических услуг;
- Ватиканская обсерватория;
- Кастель-Гандольфо;
- Служба археологических исследований.

В период Sede Vacante, срок председателя оканчивается, также, как и большинства других постов в курии. Однако, кардинал, который занимает пост до смерти или отставки папы римского, становится членом Комиссии, с бывшим Государственным секретарём Святого Престола и камерленго Святой Римской Церкви, который исполняет обязанности главы государства, пока новый папа римский не избран.
До смерти папы римского Иоанна Павла II, председателем Комиссии и губернатором Ватикана был кардинал Эдмунд Шока, бывший архиепископ Детройта. Папа римский Бенедикт XVI вновь назначил кардинала Шоку на эти посты 21 апреля 2005 года. 22 июня 2006 года, было объявлено, что кардинал Шока оставляет свой пост и заменяется титулярным архиепископом Чезареи Джованни Лайоло, который вступил в должность 15 сентября 2006 года. Лайола 24 ноября 2007 года возведен в сан кардинала. 1 октября 2011 года кардинала Лайоло сменил титулярный архиепископ Урбс Сальвии Джузеппе Бертелло, который в феврале 2012 года был возведён в сан кардинала-дьякона.

## Список председателей
- кардинал Никола Канали — 1939—1961;
- кардинал Амлето Чиконьяни — 1961—1969;
- кардинал Жан Вийо — 1969—1979;
- кардинал Агостино Казароли — 1979—1984;
- кардинал Себастьяно Баджо — 1984—1990;
- кардинал Росалио Кастильо Лара — 1990—1997;
- кардинал Эдмунд Шока — 1997—2006;
- кардинал Джованни Лайоло — 2006—2011;
- кардинал Джузеппе Бертелло — 2011—2021;
- кардинал Фернандо Вергес Альсага — 2021 — 2025.
- монахиня Раффаэлла Петрини — 2021 — по настоящее время.